# James Speed
James Speed (11 marzo 1812 – Louisville, 25 giugno 1887) è stato un politico e avvocato statunitense.

## Biografia
Fu il 28º procuratore generale degli Stati Uniti durante la presidenza di Abraham Lincoln (16º presidente) e la presidenza di Andrew Johnson (17º presidente).
Nato nella contea di Jefferson, figlio del giudice John Speed e della sua seconda moglie Lucy Gilmer Fry, studiò alla Saint Joseph College a Bardstown nello Stato del Kentucky, per poi specializzarsi alla Transylvania University.
Imparentato con Joshua Fry Speed e James Breckenridge Speed, sposò Jane Cochran Speed. Alla sua morte il corpo venne seppellito nel Cave Hill Cemetery.